# Лобанов, Матвей Матвеевич
Матвей Матвеевич Лобанов (18 июня 1927, село Покровка, Якутская АССР — 20 мая 2000, Якутск) — якутский советский и российский оперный певец (бас), народный артист РСФСР (1982).

## Биография
Матвей Матвеевич Лобанов родился 18 июня 1927 года в селе Покровка Амгинского района Якутской АССР в семье крестьянина-бедняка, был почти незрячий с детства из-за врождённой катаракты глаз. Отец Матвей Миронович Лобанов был крестьянин из амгинских русских казаков. У отца было два брата — старший Федор и средний Егор. Его дед по отцу Мирон Лобанов тоже жил в Амге, был охотником. Мать Матрёна Ильинична Романова (в замужестве Лобанова) была якуткой из Мегино-Кангаласского улуса. После гражданской войны семья будущего певца переехала в деревню Арыылаах Алаас, недалеко от села Покровки.
В школьные годы (1939—1946) и в юности активно участвовал в художественной самодеятельности. В 1948 году после операции на глазах, стал лучше видеть.
В 1949 году переехал в Якутск, где был принят хористом, а затем солистом хора республиканского радиокомитета. В 1951 году окончил вечернюю среднюю школу, а в 1953 году — вокальное отделение Якутского музыкально–художественного училища.
В 1954—1959 годах учился в Московской государственной консерватории им. П. И Чайковского (педагог Гуго Тиц).
С 1959 года был солистом оперы Якутского театра. За 40 лет исполнил 23 оперные партии, почти все басовые партии в репертуаре театра. Вёл обширную концертную деятельность.
Умер 20 мая 2000 года.

### Семья
- Брат — певец Фёдор Матвеевич Лобанов (1930—2009), солист Якутского Гостелерадио, заслуженный артист Якутской АССР.
- Жена — актриса Валентина Дмитриевна Лобанова.

## Награды и премии
- Заслуженный артист Якутской АССР (1962).
- Народный артист Якутской АССР (1964).
- Заслуженный артист РСФСР (24.06.1972).
- Народный артист РСФСР (21.06.1982).
- Медаль «В ознаменование 100-летия со дня рождения Владимира Ильича Ленина» (1970).
- Почётная грамота Президиума Верховного Совета Тувинской АССР.

## Партии в операх
- «Дон Карлос» Дж. Верди — Филипп
- «Князь Игорь» Александр Бородин — князь Игорь
- «Русалка» А. С. Даргомыжского — мельник
- «Алеко» С. В. Рахманинова — Алеко
- «Евгений Онегин» Пётр Чайковский — Гремин
- «Ньургун Боотур» М. Н. Жиркова и Г. И. Литинского — Уот-Усутакы

## Фильмография
- 1956 — Долгий путь — певец–олонхосут